# ブロニスワフ・コモロフスキ

「コルチャック」紋章
金のグレイビーボートから半身をもたげる白いポーリッシュ・ポインターの仔

ブロニスワフ・マリア・コモロフスキ（Bronisław Maria Komorowski [brɔˈɲiswaf kɔmɔˈrɔfskʲi] ( 音声ファイル), 1952年6月4日 - ）は、ポーランドの政治家。前大統領（第三共和政第5代）。元国防相（第三共和政第10代）。2005年から2007年までセイム（ポーランド下院）副議長を務め、2007年11月5日から2010年7月8日までセイム議長を務めた。2010年4月10日ポーランド空軍Tu-154墜落事故発生によるレフ・カチンスキの死去に伴い、大統領代行に就任した。コルチャック家紋のマグナート（大貴族）の家系である。
市民プラットフォームの副総裁で、2010年10月に行われる予定であった大統領選の候補者であったが、それに先立つ4月10日に発生した「ポーランド空軍Tu-154墜落事故」により、選挙は6月20日に繰り上がった。レフ・ワレサとタデウシュ・マゾヴィエツキからも個人的な推薦を受けた。

## 青年時代まで
ドルヌィ・シロンスク県の街オボルニキ・シロンスキェにて、「コルチャック」紋章を持つ高貴な家柄のコモロフスキ家に生まれる。コモロフスキ家はシュラフタ（ポーランド貴族）の伝統ある家柄で、有能な政治家と軍司令官を輩出するとして何世代にもわたって（シュラフタ制度が廃止された現代においても）ポーランド全土から尊敬と信頼を得ている名家中の名家の一つである。父はジグムント・レオン・コモロフスキ伯爵（1924年 - 1993年）、母はヤドヴィガ（結婚前の姓はシャルコフスカ、1921年 - ）。コモロフスキ家の起源は北東リトアニアのアウクシュタイティヤ地方で、新たに本拠となったポーランド南部のジヴィエツチズナ地方の領地に移ってからはかの地を2世紀以上治めていた。一族には第二次世界大戦のときワルシャワ蜂起などで占領者であったナチス・ドイツに戦いを挑んだロンドン・ポーランド亡命政府系「ポーランド国内軍」の最高司令官（1944年）および冷戦期を通じて西側自由主義陣営に属し1989年まで活動した同ポーランド亡命政府首相（1947年 - 1949年）を務めたタデウシュ・コモロフスキがいる。
一家は1957年から1959年にかけてオトフォツク市近郊のユゼフフに居住した。ブロニスワフは1959年から1966年にかけてはプルシュクフで義務教育を受ける。1966年にワルシャワに引越し、その後ワルシャワ市第24高等学校（ツィプリアン・カミル・ノルヴィド高等学校）を卒業した。
少年時代は毎年夏はボーイスカウトに参加し、プルシュクフの第75マゾフシェ・ボーイスカウト団に所属した。第208ワルシャワ・スカウトチーム（「傘」大隊）モコトフ分団の教官になり、そこで知り合った女性アンナ・デンボフスカとその後結婚することになる。
1977年、ワルシャワ大学文学部歴史学科を卒業した。1977年から1980年から、カトリック系ではあるがカトリック教会からは独立して活動している日刊新聞『普遍的な言葉』の編集に従事した。

## 反体制活動
ポーランド人民共和国（PRL）では反体制の民主化運動として反体制出版活動に参加、アントニ・マチェレヴィチと共に反体制派の月刊機関誌『声』の編集に携わる。1979年11月11日には「人権と市民権の擁護運動」の活動家と共に街頭市民デモを行い、このため1980年には有罪判決を受け1ヶ月間服役した（当時の裁判長はアンジェイ・クリジェ）。1980年から1981年にかけて独立自主管理労働組合「連帯」の社会研究所で働く。1981年9月27日には独立貢献会の設立に参加し、宣言書に署名した。1981年から1983年にかけての戒厳令の時代には禁固刑を受ける。1989年までニェポカラヌフの幼年学校で教鞭をとる。

## ポーランド第三共和国
1989年から1990年にかけて、国務大臣を務めたアレクサンデル・ハルの事務所に所属し、1990年から1993年にかけてのタデウシュ・マゾヴィエツキ内閣、ヤン・クシシュトフ・ビェレツキ内閣、ハンナ・スホツカ内閣では防衛副大臣を務める。
1990年代前半は民主連合（UD）、ついで自由連合（UW）に所属し、1993年から1995年にかけてはそれぞれの党で書記長を務める。1991年と1993年の下院選挙では民主連合から出馬した。下院議員として2期目終了時の1997年、自由連合のヤン・ロキタらと共に保守党（KKL）を結成する。同年、保守党が保守人民党（SKL）に衣替えし、政党連合である連帯選挙行動（AWS）に合流すると、コモロフスキは連帯選挙運動の書記長および副党首を務める。
1997年の下院選挙では連帯選挙運動より出馬し当選する。1997年から2000年にかけて下院防衛委員会の委員長、2000年から2001年はイェジ・ブゼク内閣で国防相を務める。2001年には保守人民党の一部グループと共に市民プラットフォーム（PO）結成に関わる。ワルシャワの選挙区から下院選挙に出馬し当選、4期目に入る。直後の保守人民党の解体と共に市民プラットフォームに正式移籍する。2001年より市民プラットフォームの国政幹部会議の役員、下院防衛委員長、下院外交委員を務める。
2005年の下院選挙ではワルシャワ郊外の選挙区より出馬して当選、5期目に入る。同年10月26日には398票の得票で下院副議長に就任。2007年の下院選挙でもワルシャワ郊外の選挙区から出馬し、13万9320票を得て1位当選、6期目を務めることになった。

### 下院議長
2007年11月5日の通常国会の開会で、ブロニスワフ・コモロフスキは292票の賛成多数で下院議長に選出される。もう一人の議長候補クシシュトフ・プトラは160票を獲得した。副議長はステファン・ニェショウォフスキ、クシシュトフ・プトラ、ヤロスワフ・カリノフスキ、イェジ・シュマイジンスキ。

### 高い国民人気
直近の世論調査でブロニスワフ・コモロフスキは54%の支持を得ており、これは首相のドナルド・トゥスクと並んで同率2位である（1位はラドスワフ・シコルスキ外相で支持率は59%）。コモロフスキは国民全体の各層から満遍なく支持を得ている。
「ブロネック（Bronek）」という愛称で呼ばれることも多い。

#### インターネットの活用
コモロフスキは自身の個人サイトを頻繁に更新し、Twitterへの投稿を頻繁に行って有権者との対話を重視している。また、Flickrへの投稿も熱心に行っている。

### 大統領時代
2010年3月27日には市民プラットフォーム内の予備選挙により、若い世代からの人気の高い対立候補ラドスワフ・シコルスキ外相を抑えて党公式のポーランド大統領候補に選出された。
予備選挙のテレビ討論で、シコルスキが英国の大学（オックスフォード大学でデーヴィッド・キャメロンとは同じ学生クラブの同窓）を出ていて流暢に英語を話せるため、これからの国際政治では有利であると、自らの実務能力に関して視聴者に訴えたのを受け、コモロフスキは「あなたが英国の大学にいる間、私は（反体制運動をして逮捕され）刑務所にいましたよ。」と話し、自分はポーランドの体制転換の立役者の一人でこれまでつねに中心的活動をしていたのであるから、国家の顔役として国民を代表するポーランド大統領によりふさわしい資質があるとアピールした。ポーランド共和国憲法の規定でポーランドは議院内閣制を採っており、大統領は儀礼的な職務で、行政における実務の決定権の大半は首相（内閣）にある。
大統領選挙は同年10月に行われ、次期大統領は12月に就任する予定であった。しかし、2010年4月10日にレフ・カチンスキ大統領が飛行機事故で死亡したことを受け（ポーランド空軍Tu-154墜落事故）、憲法規定により順位第2位（下院議長が指定されている）のコモロフスキが大統領代行に就任、ポーランド共和国憲法に則り6月20日に大統領選挙が行われることとなった。
選挙はコモロフスキが優位に進め、得票率で1位となったが41.54％にとどまり、カチンスキ大統領の兄で前首相のヤロスワフ・カチンスキが36.46％を獲得し2位になった。過半数を獲得した者がいなかったため、選挙法の規定に従い決選投票が7月4日に行われ、ヤスロワフを破り第三共和制第5代大統領に当選した。選挙後、7月8日に下院議長を退き、8月6日に正式に大統領に就任した。
2015年2月27日には日本を訪問し、安倍晋三首相と会談した。
2015年ポーランド大統領選挙において対立候補のアンジェイ・ドゥダに敗北し、8月6日に大統領を退任した。

#### 国立銀行総裁の指名 - ツイッターにて
2010年5月27日、次期ポーランド国立銀行総裁に元ポーランド首相で現在は国際通貨基金（IMF）の欧州局長を務める経済学者のマレック・ベルカを指名することを、まずTwitterで突然つぶやいて世を驚かせ、その後に公の場で正式発表した。一国の元首が国政の最重要事項についてTwitterにて私的に事前発表するというのは、世界史において前代未聞である。ポーランド共和国憲法の規定では、ポーランド国立銀行総裁の指名は大統領が行い、それを議会が承認する。

## 家族
1977年にアンナ・デンボフスカと結婚した。ゾフィア＝アレクサンドラ、タデウシュ＝ヤン、マリア＝アンナ、ピョトル＝ジグムント、エルジュビェタ＝ヤドヴィガの2男3女がいる。

## 参照
1. ↑  “Biuletyn Informacji Publicznej Instytutu Pamięci Narodowej” (ポーランド語). katalog.bip.ipn.gov.pl. 2019年5月12日閲覧。
2. ↑  http://www.bronislawkomorowski.pl/ コモロフスキの個人サイト
3. ↑  https://x.com/Komorowski Twitterの「コモロフスキ」アカウント
4. ↑  https://www.flickr.com/photos/50210773@N06/ Flickrでのコモロフスキのアカウント
5. ↑  “ポーランド大統領選、7月4日に決選投票開始” (日本語). 中国国際放送局 (中国国際放送局). (2010年6月22日) 2010年6月25日閲覧。
6. ↑  “ポーランド大統領選：野党党首の前首相が「敗北宣言」” (日本語). 毎日新聞. (2010年7月5日) 2010年7月5日閲覧。
7. ↑  “平成27年2月27日 日・ポーランド首脳会談等”.  首相官邸 (2015年2月27日). 2015年3月1日閲覧。
8. ↑  http://www.thenews.pl/business/?id=132410 関連記事
9. ↑  https://x.com/Komorowski